# Michael Wallace Banach
Michael Wallace Banach (Worcester, 1962. november 19. –) amerikai katolikus püspök, szentszéki diplomata, 2022-től magyarországi apostoli nuncius.

## Pályafutása
1988. július 2-án szentelték pappá. 1994-ben kánonjogi doktorátust szerzett, majd elvégezte a vatikáni diplomáciai akadémiát.
Ezt követően az Apostoli Szentszék diplomáciai szolgálatába lépett. 2007-ig a bolíviai, majd a nigériai pápai képviseleteken dolgozott, valamint a Pápai Államtitkárság államközi kapcsolatok részlegén. 2007 és 2013 között az ENSZ bécsi hivatalában és az ENSZ Iparfejlesztési Szervezeténél (UNIDO) a Szentszék állandó képviselője volt, valamint a Szentszék képviselője a Nemzetközi Atomenergia-ügynökségnél (IAEA), az Európai Biztonsági és Együttműködési Szervezetnél (OSCE) és az Átfogó Atomcsend Szerződés Szervezetnél (CTBTO).
Angol anyanyelve mellett olasz, francia, spanyol és lengyel nyelven beszél.

### Püspöki pályafutása
2013. február 22-én memphisi címzetes érsekké, majd pápua új-guineai és salamon-szigeteki  apostoli nunciussá nevezték ki. Április 27-én szentelte püspökké a Szent Péter-bazilikában Tarcisio Bertone bíboros államtitkár, Marc Ouellet a Püspöki Kongregáció prefektusa és Fernando Filoni a Népek Evangelizációjának Kongregációja prefektusa segédletével.
2016-tól szenegáli, zöld-foki köztársaságbeli és bissau-guineai apostoli nunciusként, valamint mauritániai apostoli delegátusként (2017-től itt is nunciusként) szolgált.
2022. május 3-án Ferenc pápa magyarországi apostoli nunciussá nevezte ki.